# Östra Eneby distrikt
Östra Eneby distrikt är ett distrikt i Norrköpings kommun och Östergötlands län. 
Distriktet ligger väster om och i västra Norrköping. 

## Tidigare administrativ tillhörighet
Distriktet inrättades 2016 och utgörs av en del av området som till 1971 utgjorde Norrköpings stad i en del av det område som före 1916 utgjorde Östra Eneby socken.
Området motsvarar den omfattning Norrköpings Östra Eneby församling hade 1999/2000 och fick 1995 efter utbrytning av Svärtinge församling.